# HMS Blackwood (K313)
«Блеквуд» (англ. HMS Blackwood (K313) — військовий корабель, фрегат типу «Кептен» підтипу «Евартс» Королівського військово-морського флоту Великої Британії за часів Другої світової війни.
Фрегат «Блеквуд» був закладений 22 вересня 1942 року на верфі американської компанії Boston Navy Yard у Бостоні, як ескортний міноносець типу «Евартс». 23 листопада 1942 року він був спущений на воду, а 27 березня 1943 року переданий до Королівських ВМС Великої Британії, де увійшов до бойового складу флоту.

## Історія служби
25 листопада 1943 року в Північній Атлантиці північно-східніше Азорських островів британські фрегати «Базлі» й «Блеквуд» затопили глибинними бомбами німецький підводний човен U-600 з усіма 54 членами екіпажу.
На початку січня 1944 року «Блеквуд» був призначений до складу спеціальної корабельної групи. Разом з іншими кораблями своєї ескортної групи («Кук», «Дакворт», «Дометт» та «Ессінгтон») він вирушив з Белфаста до ВМБ Скапа-Флоу на Оркнейських островах. 5 січня 1944 року кораблі вийшли зі Скапа-Флоу як частина ескорту для оперативної групи, яка переводилася до британського Східного флоту в Коломбо, Цейлон, і складалася з лінійних кораблів «Веліант» та «Квін Елизабет», лінійного крейсера «Рінаун» і авіаносців «Ілластріас» та «Унікорн». Кораблі прибули до Гібралтару 7 січня 1944 року після важкого переходу, потім продовжили рух через Середземне море до Суецького каналу, прибувши до Суеца 12 січня 1944 року. Там «Кук» та інші кораблі 3-ї ескортної групи припинили супровід і вирушили назад до Британських островів.